# План «Отто»
План «Отто» (нім. Fall Otto — Випадок «Отто») — кодова назва військового плану Третього Рейху, що передбачав збройну інтервенцію в Австрії у разі її спроб реставрувати монархію.

## Назва
Назва «Отто» походить від імені Отто фон Габсбурга, молодого претендента на австрійський престол, який у той час мешкав у Бельгії.
Німці використовували слово «Fall» — випадок (Fall Rot — червоний випадок, Fall Grün — зелений випадок). На початку, згідно зі свідченнями німецьких генералів під час Нюрнберзького процесу, «Fall» широко використовувалося командирами на позначення планів щодо гіпотетичних ситуацій. Але невдовзі, німці почали позначати цим терміном плани збройного нападу. Тому, слово «операція» чи «план» краще відображає значення вживаного слова «Fall».

## Зміст
24 червня 1937 року головнокомандувачі трьох видів збройних сил Третього Рейху отримали від фельдмаршала фон Бльомберґа директиви, позначені грифом «Цілком таємно», підготовлені лише у трьох примірниках, що містили вказівки на ті події, що мали відбутися, і підготовчі кроки, які необхідно вжити для їх реалізації. У директивах Військовий міністр трьох головнокомандувачів поінформував про три випадки, які потребували «особливих приготувань»:
1. Збройна інтервенція проти Австрії (План «Отто»)
2. Воєнні ускладнення із червоною Іспанією (План «Ріхард»)
3. Англія, Польща, Литва беруть участь у війні проти Німеччини (розширення планів «Рот / Ґрюн»)

У директиві план «Отто» підсумовувася Бльомберґом так:
«Завдання цієї операції полягає в тому, аби змусити Австрію силою відмовитися від реставрації [монархії]. З цією метою, скориставшись внутрішнім політичним розбратом серед австрійського населення, влаштувати похід у напрямку відня і долати будь-яке протистояння».
Щодо Англії не було ніяких ілюзій і директива повідомляє наступне:
«Англія залучить усі доступні економічні і військові ресурси проти нас. Якщо вона долучиться до Польщі і Литви, становище нашого війська погіршиться до нестерпного, майже безнадійного рівня. Через це політичні лідери робитимуть усе можливе, аби ці країни, особливо Англія, дотримувалися нейтралітету».
5 листопада 1937 із присутніх шести осіб окрім Гітлера на роз'ясненнях директив на Вільгельмштрассе (Військовий міністр і Головнокомандувач Вермахту фельдмаршал фон Бльомберґ, Головнокомандувач сухопутних військ генерал-полковник барон фон Фріч, Головнокомандувач Кріґсмаріне адмірал доктор Редер, Головнокомандувач Люфтваффе генерал-полковник Ґерінґ, Міністр закордонних справ барон фон Нейрат і військовий ад'ютант фюрера полковник Госсбах) Госсбаху довелося занотовувати все, що казав Гітлер та протягом п'яти днів викласти у надзвичайно таємному меморандумі, який згодом був долучений до Нюрнберзького процесу.